# Brede Hangeland
Brede Paulsen Hangeland (* 20. června 1981) je bývalý norský fotbalový obránce a reprezentant. Jako syn norského pracovníka v ropné společnosti se Hangeland narodil v Houstonu, ale vyrostl ve Stavangeru. Hangeland má klidnou povahu a je známý jako výborný hlavičkář.[zdroj?]

## Klubová kariéra
Hangeland začal kariéru v norském Vikingu, se kterým vyhrál v roce 2001 norský pohár nad Bryne FK. 16. ledna 2006 podepsal kontrakt v FC Kodaň. Zde byl také úspěšný, protože v sezoně 2006/07 se kvalifikoval do základní skupiny Ligy mistrů UEFA. Na domácí scéně se také Kodani dařilo, protože dvakrát vyhrála pohár a jednou ligu. V přestupovém období mezi sezonami v roce 2007 se hodně mluvilo o odchodu do Anglie, kde o Hangelanda projevil velký zájem Newcastle, Liverpool, Aston Villa FC a Manchester City FC. Nakonec však podepsal smlouvu s Fulhamem na začátku roku 2008. Fulham tehdy vedl trenér Roy Hodgson, který vedl Hangelanda také ve Vikingu. Hangeland vstřelil také několik důležitých gólů i za Fulham, ať už proti Manchesteru United v Premier League nebo AS Řím a Šachťaru Doněck v Evropské lize v sezoně 2009/10. V Evropské lize se Fulham dostal až do finále, kde však podlehl Atléticu Madrid. V sezoně 2010/11 se stal Hangeland velkou oporou týmu, protože nejen spolehlivě bránil, ale také zaznamenal mnoho důležitých gólů. Před začátkem sezóny 2014/2015 Hangeland přestoupil do týmu Crystal Palace FC, kde působil dvě sezóny. Dne 5. srpna 2016 oznámil úkončení své fotbalové kariéry.

## Reprezentační kariéra
V reprezentačním A-mužstvu Norska debutoval 20. 11. 2002 v přátelském utkání ve Vídni proti týmu Rakouska (výhra 1:0). Celkem odehrál v letech 2002–2014 za norský národní tým 91 zápasů, čtyřikrát skóroval.

## Úspěchy

### Klubové
Viking FK
- Norský fotbalový pohár: 2001[2]

FC Kodaň
- 1. dánská liga: 2005/06, 2006/07[2]